# Nicola Terracciano
Nicola Terracciano (Pozzuoli, 13 novembre 1837 – Napoli, 20 febbraio 1921) è stato un botanico e micologo italiano.
Studioso della flora di Terra di Lavoro, della Basilicata e dei Campi Flegrei, fu nominato Botanico della Real Casa e, nel 1861, Direttore del Giardino botanico all'inglese presso la Reggia di Caserta. Ha lasciato una vasta produzione scientifica.

## Biografia
A soli 21 anni, completati gli studi presso la Real Scuola di Medicina Veterinaria e Agricoltura di Napoli, fu chiamato ad insegnare agronomia e poi nominato Direttore del Podere Modello dell'Istituto Agrario di Melfi (nomina ministeriale del 16 dicembre 1858). Laureatosi in Scienze naturali, fu quindi professore presso varie sedi e presso la Real Scuola Superiore di Agricoltura in Portici. Ebbe tra i suoi maestri i tre principali botanici della prestigiosa scuola napoletana dell'epoca, Michele Tenore, Giovanni Gussone e Guglielmo Gasparrini, che rinforzarono in lui lo spirito di ricerca scientifica. Infatti riuscì ad affiancare alla attività di Direttore del Giardino Botanico a Caserta e di docente, numerose esplorazioni botaniche sul campo, specialmente in Campania, Basilicata e Calabria, realizzando alcune delle più accurate ed ampie rilevazioni della flora di queste aree, non disgiunte da osservazioni fisico-geologiche.
Coniugato con Enrichetta Cataldi, ebbe numerosi figli, il primogenito dei quali, Achille, fu pure insigne botanico ed esploratore. Fu nominato Socio corrispondente del Real Istituto di incoraggiamento alle Scienze Naturali e Tecnologiche di Napoli e di altre istituzioni e società scientifiche italiane e straniere, nonché membro della Real Società Linneana di Bruxelles, Real Società di Botanica e Zoologia di Vienna, Accademia Imperiale dei Naturalisti di Mosca.

### La Direzione del Giardino Botanico Reale all'inglese della Reggia di Caserta(1861-1903)
Il 14 agosto 1861 subentrò a Gussone nella direzione del Giardino Botanico all'Inglese della Reggia di Caserta.  Manterrà la direzione dal 1861 al 1903, lasciando una forte impronta positiva sul Giardino: a lui si devono l'incremento delle collezioni botaniche in piena terra e la sperimentazione di nuove colture da utilizzare nell'industria tessile ed inoltre la costruzione della Serra Grande (1862-1870), nonché la coltura del vivaio e orto botanico delle piante indigene ed esotiche. Del Terracciano è la descrizione più appropriata del Giardino, contenuta nel “ Cenno intorno al Giardino Botanico della Real Casa in Caserta, ed a certe piante rare che vi si coltivano”, pubblicato nel 1876 insieme ad una dettagliata pianta topografica. Terracciano riorganizzò tutte le collezioni botaniche assegnando ad ognuna il proprio settore, contribuendo, in tal modo, a definire l'immagine ottocentesca del giardino, più orientata alla classificazione scientifica ed agli studi specialistici. Voluta dal Terracciano e impostata sulla ridefinizione a scopi classificatori, dell'immagine di un giardino rinascimentale,  la sistemazione antistante la neoclassica Serra Grande prese il posto del precedente orto agrario per dar vita ad una composizione simmetrica: il viale centrale partendo dalla vasca per le piante acquatiche, dopo aver attraversato i settori per la vaseria, i due boschetti di Camellia japonica e un filare di Cinnamomum camphora e Aesculus hippocastanum giungeva alle aiuole dove trova ancora posto una spettacolare collezione di palme: Phoenix dactylifera, Phoenix canariensis, Washingtonia filifera, Jubaea chilensis, Butia capitata. Al'interno della serra invece erano coltivati in piena terra due esemplari di Chorisia speciosa, il cui studio doveva essere finalizzato alla produzione di fibre tessili. In sintesi, la sua gestione del giardino fu caratterizzata da un'intensa attività di ricerca scientifica, come risulta dalle diverse pubblicazioni e riconoscimenti ottenuti anche in campo internazionale, quali il Diploma d'Onore conferito al Giardino di Caserta in occasione dell'Esposizione Universale di Vienna del 1873, in cui erano stati presentati alcuni esemplari di piante forestali. Pur dando prevalenza agli aspetti scientifico-botanici non trascurò la visione complessiva del giardino, sottolineandone le valenze paesaggistiche “le piante in esso ora si raggruppano in masse compatte formando boschetti, ora diradandosi lasciando meriggi e parchi amenissimi... Il tutto poi percorso da viali tortuosi che ora ti mandano in un luogo ora in un altro del giardino medesimo, procurandoti così la sorpresa di prospetti empre nuovi ed amenissimi”.

### La Collezione Terracciano presso l'Herbarium Neapolitanum
L'Herbarium Neapolitanum (l'Erbario del Dipartimento di Biologia vegetale dell'Università di Napoli Federico II nasce all'inizio dell'Ottocento con l'istituzione del Real Orto Botanico, nel 1807) conserva una parte degli exiccata che Nicola Terracciano e suo figlio Achille raccolsero durante la loro attività. Per interessamento della moglie di Achille questa preziosa collezione, lasciata secondo testamento all'Orto Botanico, fu dotata di un premio biennale di lire 1.200 dell'epoca per il finanziamento di nuove ricerche floristiche nell'Italia meridionale. Oggi, purtroppo, sono conservati presso l'Erbario del Dipartimento soltanto la collezione di piante vascolari raccolta da Nicola Terracciano per la stesura dei lavori riguardanti la flora dei Campi Flegrei (Terracciano, 1910; 1916; 1921), e alcuni fascicoli di exiccata di varia provenienza. La collezione Terracciano-Campi Flegrei è costituita da 49 fascicoli contenenti circa 3500 campioni. I 30 fascicoli di varia provenienza (Muro Lucano, Terra di Lavoro, Massiccio del Pollino) rappresentano certo i resti di una collezione più imponente; ad essi si aggiungono 2 fascicoli di briofite.

## Riconoscimenti
Al Terracciano è intitolato una strada di Pozzuoli (NA), Corso Nicola Terracciano.

## Opere
- Osservazioni sulla vegetazione nei dintorni di Melfi, Atti Accademia Asp. Natur. di Napoli, 1862.
- Intorno a certe piante da Serra, poste a pien'aria nella primavera del 1863 nel Giardino Reale di Caserta, 1864.
- Intorno a certe piante poste a pien'aria nella Primavera del 1863 nel Giardino Reale di Caserta, 1864.
- Catalogo delle piante raccolte per i dintorni di Salerno, Amalfi, Eboli dai soci Pasquale Pedicino e Terraciano, 1864.
- Ancora intorno agli effetti del freddo sulla vegetazione, 1865.
- Intorno ad una nuova forma del Cyclamen Neapolitanum, 1865.
- Su di una varietà dell'Orzo volgare detta Orzo Peruviano, 1866.
- Nota di alcune piante della vallata del Volturno, 1866.
- Breve cenno sulla coltivazione del Rhus Coriaria di Linneo, volgarmente detto Sommacco, 1866
- L'opera d'acclimatazione delle piante, 1866.
- Osservazioni termometriche e di fenomeni periodici fatte in Caserta nel 1866, 1867.
- Su di alcune piante della Flora Napoletana, 1867.
- Osservazioni intorno a certe specie del genere Romulca, che naturalmente vengon su appo noi, 1867.
- Intorno ad una mostruosità di Scrophularia aquatica, 1868
- Cenno intorno a certe piante da selva ed in particolare della Robinia pseudo-acacia, 1869.
- Notizie intorno all'Ailanthus glandulosa di Desfontaines e sua coltivazione sui monti Tifati, 1869.
- Florae Vulturis Synopsis exhibens plantas vasculares in Vulture monte ac finitimis locissponte vegetantes, 1869
- Osservazioni sulla vegetazione dei dintorni di Caserta per gli anni 1867-68-69-70-71, 1872
- Relazione intorno alle peregrinazioni botaniche fatte nella Terra di Lavoro, 1872.
- Enumeratio plantarum vascularium in agro Murensi sponte nascentium, 1873.
- Seconda Relazione intorno alle peregrinazioni botaniche, 1873.
- Terza relazione intorno alle peregrinazioni botaniche, 1874.
- Cenno intorno al Giardino Botanico della Real Casa in Caserta ed a certe piante rare che vi si coltivano, 1876.
- Nota intorno ad una novella di varietà di Calistegia sylvatica, 1877.
- Osservazioni sulla vegetazione dei dintorni di Caserta per l'anno 1877-1878.
- Intorno alla trasformazione degli stami in carpelli nel Capsicum  grossum e di un caso di prolificazione fruttipara nel Capsicum annuum, 1878.
- Quarta relazione intorno alle peregrinazioni botaniche, 1878.
- Osservazioni sulla vegetazione dei dintorni di Caserta per l'anno 1878-1879.
- I legnami della Terra di Lavoro… Caserta 1880.
- La Dicksonia Billardieri Von Mueller del giardino botanico della Real casa in Caserta, in Atti del Real Istituto d'Incoraggiamento di Napoli 27 aprile 1887.
- Intorno al concorso regionale di piante bulbose e cameliee nazionale di ferri da giardino e vasi da fiori tenuto a Napoli dal 14 al 23 marzo 1888; 1890.
- Synopsis plantarum vascularium Montis pollini, Annuario del Real Istituto Botanico di Roma, 1890
- La Chorisia speciosa Hil. del giardino botanico della Real in Caserta <<Atti del Real Istituto d'Incoraggiamento di Napoli>> 8 novembre 1894.
- Addenda ad Synopsidem plantarum vascularium montis Pollini, Roma, Real Istituto Botanico di Roma, 1900
- Esplorazioni e contributi botanici sul territorio di Muro Lucano, in Bollettino Orto Botanico di Napoli, 1910
- I funghi del Giardino Inglese della Reggia di Caserta. Ed. Nuova Micologia, Associazione di studi Micologici Onlus. 199 pp., 2006  (ristampa)